# Acris
Acris Duméril & Bibron, 1841 è un genere di anfibi della famiglia Hylidae, sottofamiglia Acridinae. In inglese le rane di questo genere sono comunemente denominate cricket frog.
Sia il nome scientifico sia il nome comune si riferiscono al caratteristico verso, che assomiglia a quello di un grillo.

## Descrizione
Genere di anuri carnivori, di piccole dimensioni e dotati di elevata mobilità.

## Distribuzione e habitat
Tutte le specie di questo genere sono presenti nell'area così delimitata: a est delle Montagne Rocciose negli Stati Uniti d'America, a sud dell'Ontario in Canada e a nord del Coahuila in Messico.
Vivono in ambienti acquatici (rispetto ad altri membri della famiglia Hylidae, hanno maggior esigenza della presenza dell'acqua) e solitamente sono associati a corpi acquatici permanenti con vegetazione superficiale.

## Tassonomia
Il genere include le seguenti tre specie:
- Acris blanchardi Harper, 1947
- Acris crepitans Baird, 1854
- Acris gryllus (LeConte, 1825)